# Nemeskeresztúr
Nemeskeresztúr es un pueblo ubicado en el distrito de Celldömölk, en el condado de Vas, Hungría.

## Superficie
Posee una superficie de 12,17 kilómetros cuadrados.

## Demografía
Hasta 2019 la población era de 274 habitantes, con una densidad de población de 22,51 habitantes por kilómetro cuadrado.